# Гидроксид иридия(IV)
Гидроксид иридия(IV) — неорганическое соединение,
гидроксид иридия с формулой Ir(OH)4 (IrO2·2H2O), синевато-чёрный порошок, не растворяется в воде.

## Получение
- Осаждение гидроксидами щелочных металлов кипящего раствора гексахлороиридата(IV) калия:

{\displaystyle {\mathsf {K_{2}[IrCl_{6}]+4KOH\ {\xrightarrow {100^{o}C}}\ Ir(OH)_{4}\downarrow +6KCl}}}
- Нейтрализация растворов хлороиридатов(IV) в присутствии окислителей[1].

## Физические свойства
Гидроксид иридия(IV) образует осадок синевато-чёрного цвета. Не растворяется в растворах щелочей. Обезвоживается при 350 °С.

## Химические свойства
- При нагревании в токе азота теряет воду:

{\displaystyle {\mathsf {Ir(OH)_{4}\ {\xrightarrow {350^{o}C}}\ IrO_{2}+2H_{2}O}}}
- Растворяется в соляной кислоте:

{\displaystyle {\mathsf {Ir(OH)_{4}+6HCl\ \xrightarrow {} \ H_{2}[IrCl_{6}]+4H_{2}O}}}